# Rainville
Rainville är en kommun i departementet Vosges i regionen Grand Est (tidigare regionen Lorraine) i nordöstra Frankrike. Kommunen ligger i kantonen Châtenois som tillhör arrondissementet Neufchâteau. År 2022 hade Rainville 274 invånare.

## Befolkningsutveckling
Antalet invånare i kommunen Rainville
| Referens: INSEE |